# NGC 2920
NGC 2920 је спирална галаксија у сазвежђу Хидра која се налази на NGC листи објеката дубоког неба.
Деклинација објекта је - 20° 51' 33" а ректасцензија 9h 34m 12,0s. Привидна величина (магнитуда) објекта NGC 2920 износи 13,0 а фотографска магнитуда 13,9. NGC 2920 је још познат и под ознакама ESO 565-15, IRAS 09318-2038, PGC 27197.